# Persoonia sericea
Persoonia sericea (лат.) — кустарник, вид рода Персоония (Persoonia) семейства Протейные (Proteaceae), эндемик восточной Австралии. Кустарник с опушёнными жёлтыми цветками и молодыми ветвями и листьями.

## Ботаническое описание
Persoonia sericea — прямостоячий кустарник, листья и молодые ветви которого покрыты мягкими шелковистыми волосками. Листья копьевидные или яйцеобразные с более узким концом к основанию или от эллиптических до лопаткообразных, длиной 15-60 мм и шириной 2-21 мм. Цветки опушённые и расположены поодиночке или небольшими группами в пазухах листьев на цветоножке 2-12 мм длиной. Цветок состоит из четырёх листочков околоцветника длиной 9-11 мм, сросшихся у основания, но с загнутыми назад кончиками. Центральный столбик окружён четырьмя жёлтыми пыльниками, которые также соединены в основании с загнутыми назад кончиками, так что при взгляде с конца он напоминает крест. Завязь густо опушённая.

## Таксономия
Впервые вид был официально описан в 1830 году Робертом Броуном из неопубликованной рукописи Аллана Каннингема. Типовой образец был собран Каннингемом у реки Локлан, а его описание было опубликовано Броуном в Supplementum primum Prodromi Flore Novae Hollandiae. Видовое название — от латинского слова, означающего «шелковистый».

## Распространение и местообитание
Persoonia sericea — эндемик Австралии. Растёт в лесистой местности и лесах к северу от Гренфелла в Новом Южном Уэльсе и на юго-востоке Квинсленда.

## Экология
Наблюдения выявили скопления молодых сеянцев P. sericea, появляющихся из разлагающегося помёта кенгуру возле Брисбена.